# 新城市立新城中学校
新城市立新城中学校（しんしろしりつしんしろちゅうがっこう）は愛知県新城市にある公立中学校。

## 概要
地元では、新中の略称で呼ばれる。

## 沿革
- 1947年（昭和22年） - 新城小学校の校舎の一部を利用して創立
- 1950年（昭和25年） - 新城高等女学校（のち愛知県立新城高等学校）の跡地に移転
- 1957年（昭和32年） - 舟着中学校を統合

## 通学区域
新城小学校、舟着小学校の学区

## アクセス
- JR飯田線 新城駅、東新町駅下車
- 豊鉄バス田口新城線・新城市Sバス 新城中学校バス停下車

## 出身者
- 松本博之 - 俳優